# Sandane
Sandane – ośrodek administracyjny gminy Gloppen, w zachodniej Norwegii, w okręgu Sogn og Fjordane. Wieś położona jest przy ujściu rzeki Gloppeelva, na południowym wybrzeżu fiordu Gloppenfjorden, około 16 km na południe od miejscowości Lote i około 24 km na południe od miejscowości Nordfjordeid. W 2013 roku we wsi mieszkało 2213 osób.
Przez wieś przebiega europejska trasa E39, która m.in. łączy wieś od północy z Portem lotniczym Sandane. 
W Sandane znajduje się kościół, który wybudowany został w 1997 roku.

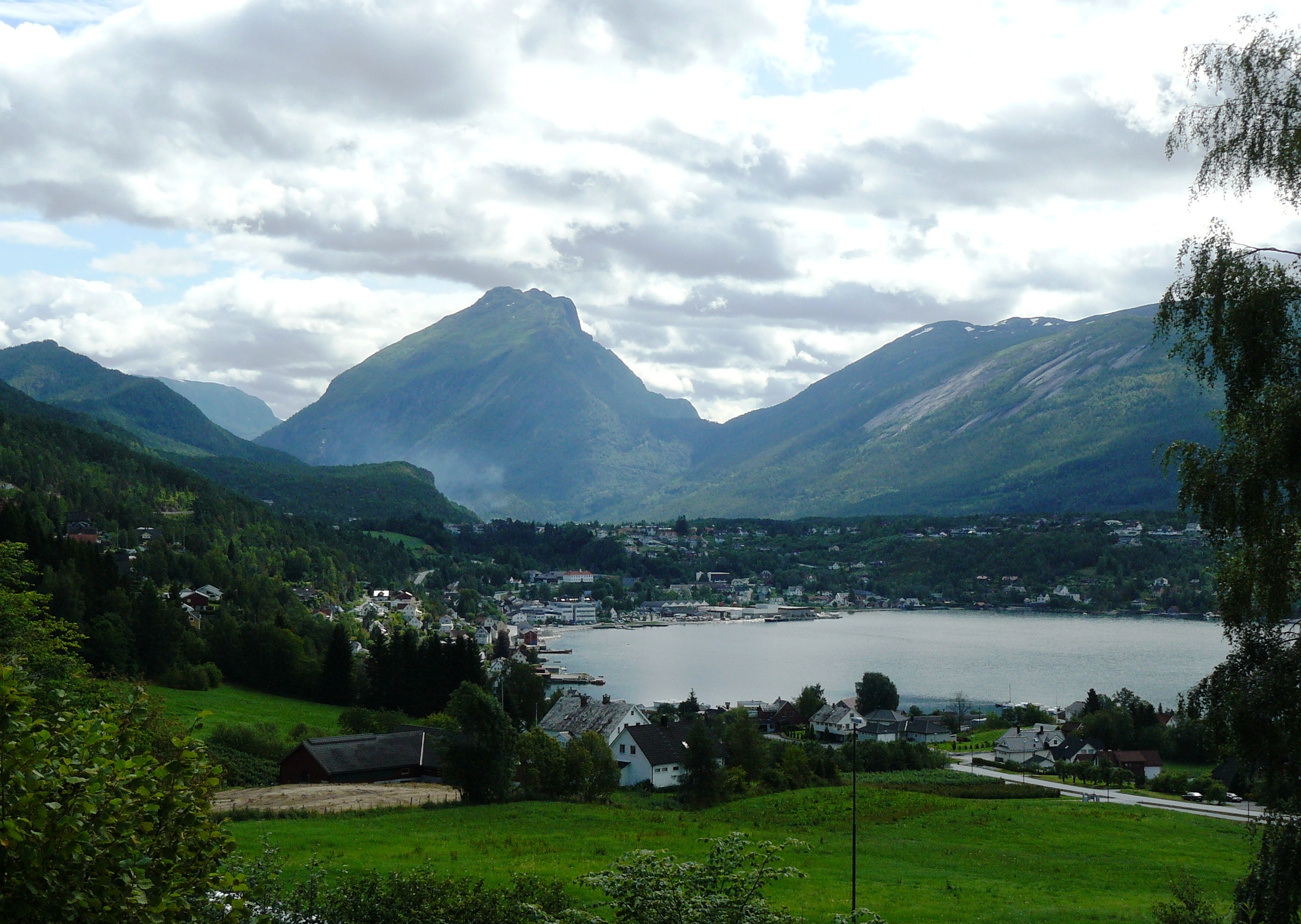
Panorama Sandane